# Флюеліт
Флюеліт (рос. флюеллит; англ. fluellite; нім. Fluellit m) — мінерал, водний гідроксилфлуорофосфат алюмінію каркасної будови.
Назва походить від елементів флуору і алюмінію, що містяться в мінералі (W.Wollaston, A.Levy, 1824). Синоніми: крейцбергіт, плейштейніт.

## Опис
Хімічна формула:
- 1. За Є. К. Лазаренком: Al2[(F, OH)3|(PO4)]х7H2O.
- 2. За Г.Штрюбелем та З. Х. Ціммером і «Fleischer's Glossary» (2004): Al2(F2|OH|PO4)х7H2O.

Містить (%): Al — 18,84; PO4 — 27,56; F — 16,0; OH — 6,53; H2O — 31,07.
Сингонія ромбічна. Ромбодипірамідальний вид. Форми виділення: дипірамідальні рідше таблитчасті кристали, дрібнозернисті аґреґати, землисті маси, друзи. Утворює також конкреції та прожилки. Спайність недосконала. Густина 2,12-2,17. Тв. 3,0-3,5. Безбарвний до білого. Блиск скляний. Прозорий.

## Поширення
Зустрічається у пегматитах у вигляді дрібних кристалів на стінках порожнин, в асоціації з флюоритом, арсенопіритом, торбернітом, вавелітом, кварцом та ін. Дуже рідкісний. Знайдений у Англії (Корнуолл), ФРН (Баварія), Чехії (Маріанське-Лазне), Казахстан (Верхнє-Кайрактинське). Дуже рідкісний.